# Vincent Benedetti
Grev Vincent Benedetti (29. april 1817 i Bastia på Korsika i Frankrig – 28. marts 1900 i Paris) var en fransk diplomat, som var ambassadør i Preussen. Han blev særligt kendt i forbindelse med den såkaldte Emser Depesche fra kurbyen Bad Ems som sommeren 1870 førte til udbruddet af den fransk-preussiske krig. 